# 上布
上布（じょうふ）は、細い麻糸（大麻と苧麻）を平織りしてできる上等な麻布
。過去に幕府などへ献上、上納された。縞や絣模様が多く、夏用和服に使われる。

## 主な産地
越後上布
新潟県魚沼地方で生産される。小千谷縮とか越後縮とも。ユネスコ無形文化遺産、重要無形文化財。苧麻が原料。雪晒し（早春に雪の上でと雪から蒸発した水分に強い紫外線が当たることでオゾンが発生し漂白）をすることが特徴である。
越後の麻布は正倉院に所蔵があり古代までにさかのぼると考えられ、室町時代には苧麻の流通組織の青苧座（あおそざ、越後青苧座）が組織されており、この越後麻布は、江戸時代の寛文年間（1661-1673年）に明石から来た男が明石縮の技術を伝えたことで、肌にべとつかない夏の衣料として普及することになり、その中の上物が越後上布、小千谷縮となった。
宮古上布
沖縄県宮古列島の宮古島で生産される。重要無形文化財。手績みの苧麻糸によって作られる錆色（青色）の織物。甘藷で作った糊をつけ、砧で打ってロウを引いたような光沢ができることが特徴。薩摩藩を通じて流通したことから薩摩上布とも。江戸時代薩摩藩の琉球王国支配下では、人頭税の上納品にもなった。
八重山上布
沖縄県八重山列島の石垣島等で生産される。苧麻を原料とし、茶色のクール（紅露、ソメモノイモ）、黄色のフクギ（福木）、藍色のリュウキュウアイやタイワンコマツナギ等の染料で染める。発色を促し定着させるために、仕上げには海晒しが行われる。人頭税下で宮古上布と同様に貢納品となり、薩摩上布として全国に流通した。
近江上布
滋賀県湖東地方で生産される。かつて近江商人によって日本各地に流通した。
彦根藩が上布生産を保護・奨励したことにより、江戸時代に発展した。絣が行われるようになった時期は、享保年間、安永年間あるいは、天明年間とする説がある。
当初の主産地は犬上郡高宮（現・彦根市）。古くは高宮布とか高宮細美（たかみやさいみ）と呼ばれた。近江晒（野洲晒）は古くは白搗きによって行われたが、後に薬品による晒に代わった。明治時代には産業構造が激動し高宮布の生産も途絶えることになっていったが、愛知郡・神崎郡（現・愛荘町や東近江市）に移行し、技術革新なども経て（昭和30年代には）近江上布として発展した。近江上布では仕上げの工程に、鈴鹿山脈からの豊富な湧水が使われる。
苧麻の糸と麻の糸とが組み合わせられたり、あるいは麻だけ、苧麻だけなど使い分けがされている。1977年に国の伝統工芸品に、絣(かすり)と生平(きびら)が指定された。 2014年では岩島麻が用いられている。
模様は沖縄の絣や越後絣に類似したものがよく見られ、行商を通じ越後から技法が伝来したと考えられる。地理的条件を反映して沖縄から伝来した可能性もある。
絣の種類は白絣、色絣、紺絣、晒し無地などがある。白絣と紺絣で模様が異なる。白絣は小柄な幾何学模様を白地に紺や茶で表す一方、紺絣は中柄または小柄の絵模様と井桁や碁盤の目のように幾何学模様を紺地に白で表したものが多い。近江上布伝統産業会館では原料から糸を紡ぐ体験やその原料の一つの苧麻（ちょま）という植物から繊維を取り出す体験など様々な体験会が行われている。
近江上布の製作工程
- 図案：図案を意匠紙に移す。
- 絣加工：四工法がある。絣の模様づけにより加工法を変えている。

1. 仮締め：手機で織る紺絣に用いられる。模様を上下二枚の板に彫り、糸を挟み閉めて深染する。
2. 櫛押し捺染：模様付けする横糸を台の上に整経、意匠紙に書いた絣模様の線描き寸法に合わせて、木製の櫛形の底面に染料をつけて線状にプリントする。
3. 羽巻き捺染：木製の単板を羽根のように回転させ、これに横糸を巻き取り、型付け台にのせて、模様型紙で羽根まきの両面に、ハケに染料をつけて刷り込む。
4. 経捺染：縦糸を捺染台に3丈（9メートル程度）伸ばし、模様紙で摺り込み捺染する。手法は羽根巻き捺染とほぼ同じ。

- 染色：染料は全て化学染料を使っている
- 製織：縮地風を出すために横糸は強撚になっている。縦・横糸ともにラミー糸を使うのが標準になっている。
- 仕上げ：7工程がある。

1. 反継（たんつなぎ）：仕上げ加工しやすいように10~20反を1つにつなぐ。
2. 羽毛焼き：反物の布面に立っている羽毛をガス焼きし、滑らかにする。
3. 汚れ糊抜き：水槽に反物をつけて水洗いする。
4. シボとり：水洗い後の反物を濡れたまま、洗濯板のように凹凸がついている「シボとり板」の上で反物を手揉みすると、縦糸と横糸の撚りのの強弱により生地に縮のシボがしょうじる。一尺五寸(約45cm)の生地は九寸五分(約29cm)まで縮まる。
5. 苛性処理：濃度16~18の液に反物をつけて、シボが伸びないようにする。すぐに液から反物を引き上げ、水洗いして一晩水につけておき、翌日に乾燥させる。
6. 糊付け：澱粉と油剤を混ぜた糊で反物を糊付けして脱水機で絞り、乾燥室で約300度の高温で乾燥させる。
7. その他：糊付けが固すぎた場合は柔軟剤にかけて反物を柔らかくし、反幅を揃えるためにテンター機にかけ、さらに布地に艶を出すためにフェルトカレンダー（蒸気熱）に通して完成品となる。

奈良上布
奈良晒（ならさらし）。1979年に奈良県無形文化財に指定。越後青苧座の苧麻を精製する技術として生まれ発展してきた。灰汁、天日干し、白搗きによって布の風合いを作るが、この工程に合った合う苧麻も選別されていた。今では苧麻の糸や岩島麻を用いた麻糸で織る。13世紀の鎌倉時代には南都寺院で袈裟に用いられた。「麻の最上は南都なり」と評価を受けた。衰退とともに奈良の蚊帳生地の名でも知られるようになる。1984年に設立された月ヶ瀬奈良晒保存会が技術を保存している。また岡井麻布商店（麻布おかいとして知られる）が現地での手織りの製法を守り、中川政七商店が日本国外での手織りへと事業を切り替え、安く製造できる機械織りも扱い普及に貢献し、販売拠点も各地に展開する。これらの商店は小物、雑貨や布巾といった製品も扱う。
能登上布
石川県無形文化財。近江上布の麻糸の産地であったことから、近江より技術者を招いて文政元年には、能登縮が生まれた。古くは能登縮、出荷港の名で阿部屋縮（あぶや-）と呼ばれ、昭和初期には全国一位の生産量を誇っていた、1982年には織元は一軒のみとされていた。古くは麻、大正末ごろから苧麻が使われるようになった。能登上布は海晒しを行うため、かつての生産地の付近の海岸は雪が降ったように白一面となっていたといわれ、記録では1940年（昭和15年）まで行われており。次第に生産者が減り技術が途絶えそうになり、能登上布保存会が発足し、また1981年には石川県立鹿西高等学校に「能登上布の里」という資料館ができ技術者が生徒に機織りを教えている。

## 特徴
最も衣料に適する柔らかさとなるのは大麻の晒であり、苧麻の晒は、麻の晒ほど柔らかくはならない。透かしの美しさを使った布もいつの時代にもあり、古くは平安時代の、虫の垂衣（むしのたれぎぬ）は平安時代の上流階級の夫人が用いた笠に使われた、苧麻製の薄い布で、顔を隠したとも言われる。
中世から近世での三大麻布は奈良晒、越後縮、高宮布であり、江戸時代にも改良が重ねられた。江戸時代末にはコピー品も出回った。
越後縮以外はどのような糸であるか特徴が分からなかったが、奈良晒には布に押した朱印の慣行があり、その詳細についての江戸時代の資料があったため解明が進み、2000年には博物館にて展示会が開催された。高宮布（近江）や八講布（越中布）では江戸時代の文献にてよく言及があるがなかなか解明が進まなかった。江戸時代の近江上布については資料もなく、印もなく、僅かに生産組織についての文献があり、『万金産業袋』には奈良より勝るとか、近江晒の「しろ高宮」と記載されている程度だった。1986年に滋賀県の能登川博物館に寄贈された『切本帖』（1819年）が、近世麻布研究所の吉田真一郎によって高宮布の布見本帳だと判明し、麻と苧麻を使い分けていた実態が解明され、2007年には同博物館で「謎の近江上布に迫る」という展覧会が開催された。これは柄の白糸を際立たせるために、大麻では限度があるため苧麻を真っ白な糸にしたもので、使われている大麻の糸は未晒しから五分晒しであった。大麻の特徴を生かし作られていた、近江特有の渋い色調の高宮縞や、大麻で作られた「しろ高宮」が判明した。